# ميلدريد كلينتون
ميلدريد كلينتون (بالإنجليزية: Mildred Clinton)‏ هي ممثلة أمريكية، ولدت في 2 نوفمبر 1914 في بروكلين في الولايات المتحدة، وتوفيت في 18 ديسمبر 2010 في نيويورك في الولايات المتحدة.

## وصلات خارجية
- ميلدريد كلينتون على موقع IMDb (الإنجليزية)
- ميلدريد كلينتون على موقع قاعدة بيانات برودواي على الإنترنت (الإنجليزية)
- ميلدريد كلينتون على موقع قاعدة بيانات الفيلم (الإنجليزية)